# Polebrook
Polebrook es un pueblo y una parroquia civil del distrito de East Northamptonshire, en el condado de Northamptonshire (Inglaterra).

## Demografía
Según el censo de 2001, Polebrook tenía 453 habitantes (212 varones y 241 mujeres). 96 de ellos (21,19%) eran menores de 16 años, 299 (66,01%) tenían entre 16 y 74, y 58 (12,8%) eran mayores de 74. La media de edad era de 41,16 años. De los 357 habitantes de 16 o más años, 69 (19,33%) estaban solteros, 216 (60,5%) casados, y 72 (20,17%) divorciados o viudos. 206 habitantes eran económicamente activos, 203 de ellos (98,54%) empleados y 3 (1,46%) desempleados. Había 4 hogares sin ocupar, 150 con residentes y 4 eran alojamientos vacacionales o segundas residencias.
| 241                         | 285 | 339 | 417 | 453 | 472 | - | - | 425 | 382 | 345 | 317 | 301 | 315 | - | 341 | 302 |
| (Fuente: Vision of Britain) |     |     |     |     |     |   |   |     |     |     |     |     |     |   |     |     |